# Naturschutzgebiet Caenheide und Mittlere Niersaue
Koordinaten: 51° 24′ 59″ N, 6° 19′ 16″ O
Das Naturschutzgebiet Caenheide und Mittlere Niersaue liegt auf dem Gebiet der Stadt Straelen und der Gemeinde Wachtendonk im Kreis Kleve in Nordrhein-Westfalen.
Das aus zwei Teilflächen bestehende Gebiet erstreckt sich südöstlich der Kernstadt Straelen und nordwestlich des Kernortes Wachtendonk entlang der Nette. Die Landesstraße L 361 verläuft durch das Gebiet. Südlich verläuft die A 40 und westlich die L 39.

## Bedeutung
Für Straelen und Wachtendonk ist seit 1955 ein 369,43 ha großes Gebiet unter der Kenn-Nummer KLE-007 als Naturschutzgebiet ausgewiesen. Das Gebiet wurde unter Schutz gestellt, um die weitgehend naturnahe Flussauenlandschaft, einen von der Niers geprägten, reich strukturierten Landschaftsraum und Teilstück des landesweit bedeutsamen Biotopverbundes Niersaue, und das kulturgeschichtlich bedeutsame Parkgelände Caenheide mit dendrologisch wertvollen exotischen Baumarten und seltenen Vogelarten, einschließlich der Nasswiesen mit Großseggenried und Röhricht zu erhalten.